# Abraham Deutsch
Pour les articles homonymes, voir Deutsch.
Abraham Deutsch (אברהם דויטש), né à Mulhouse (Haut-Rhin) le 14 février 1902 et mort à Jérusalem, en Israël, le 25 juillet 1992, est un rabbin français, rédacteur en chef du Bulletin de nos Communautés, professeur au lycée Fustel-de-Coulanges et au lycée de jeunes filles, le lycée des Pontonniers de Strasbourg et grand-rabbin de Strasbourg et du Bas-Rhin.

## Biographie
Abraham Deutsch, est fils de shochet. Il est élève de l’École normale juive près de Cologne puis du Séminaire israélite de France (1921-1924). Il devient rabbin de Sarre-Union en 1924, puis en 1926, il succède au rabbin Arthur Weil comme rabbin de Bischheim et responsable de l’enseignement religieux de Strasbourg.Il décida de s’installer à Limoges, au début de la Seconde Guerre mondiale. Dans cette ville se réfugient des centaines de familles juives d’Alsace et d'ailleurs. Il dirige cette communauté pendant 5 ans.
Un petit local, rue Manigne, sert d’abord de synagogue, puis une synagogue plus vaste est utilisée pour le Chabbat et les fêtes juives. Une mikvé est installée.
Pour assurer l’alimentation cachère, le rabbin s’adressa aux deux frères Buchinger, anciens bouchers de la Communauté Etz Haïm de Strasbourg (la Kageneck). Un restaurant cacher est ouvert.
Un Talmud Torah est organisé. Le rabbin Deutsch obtint de l’OSE, l’ouverture d’un internat dont les pensionnaires poursuivaient leur scolarité dans les écoles secondaires ou - en majorité - fréquentaient l’école professionnelle de l’ORT.
Le rabbin Deutsch ouvre à Limoges, un petit séminaire, école secondaire du deuxième cycle, qui devait préparer ses élèves à l’école rabbinique, alors dans la banlieue de Clermont-Ferrand qui fonctionna de 1942 à 1944 jusqu’à son arrestation.
Peu de ces élèves devinrent rabbins, mais parmi eux certains seront plus tard les leaders du judaïsme français comme éducateurs, universitaires et enseignants dont Benjamin Gross et Max Warschawski.

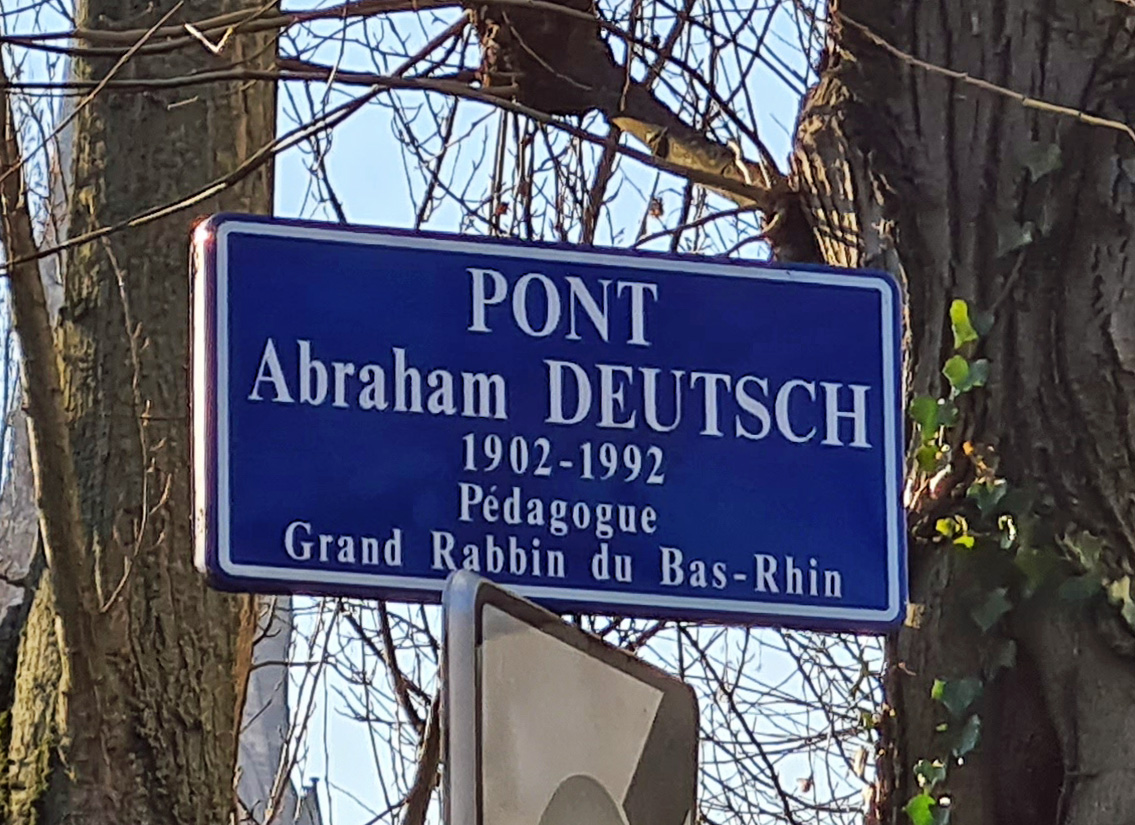
Plaque du pont Abraham-Deutsch à Strasbourg.

Le rabbin avait persuadé Léon Meiss (après la guerre, président du Consistoire central), de l’utilité, voire de la nécessité de cette école.
En revenant d’un office à la synagogue – d’autres disent après un enterrement – Abraham Deutsch fut arrêté par la Gestapo, avec son hazzan, Georges Schwarzfuchs (1884-1974). Il est libéré le lendemain et poursuit sa tâche comme auparavant. En juin 1944, la milice vint l’arrêter à son domicile et il fut interné dans un camp de la région jusque quelques jours avant la libération où le maquis vint délivrer les prisonniers.
Il rentra en Alsace en 1945. Il remplace « provisoirement » le grand-rabbin Hirschler dont on attendit en vain le retour. Il devient grand-rabbin du Bas-Rhin jusqu'en 1970. Il fonde en 1948 avec son élève Benjamin Gross, l’École Aquiba.

## Œuvres
- Mémoires du grand rabbin Deutsch, Limoges 1939-1945, sous la direction de Pascal Plas et Simon Schwarzfuchs, 176 p. Éditions Lucien Souny, 87260 Saint-Paul.  (ISBN 978-2-84886-111-1)
- Manuel d’instruction religieuse israélite, imprimerie Danzig, paris, 1939